# Frosta kontrakt
Frosta kontrakt var ett kontrakt i Lunds stift inom Svenska kyrkan. Ingående församlingar ligger i Eslövs kommun, Höörs kommun och Hörby kommun. Kontraktet uppgick 2020 i Frosta-Rönnebergs kontrakt.
Kontraktskoden var 0706. 

## Administrativ historik
Kontraktet omnämns 1592 och omfattar från 1692 och före 1962
- Östra Sallerups församling som uppgick 2006 i Västerstads församling
- Långaröds församling som uppgick 2006 i Västerstads församling
- Hörby församling
- Lyby församling som 2002 uppgick i Hörby församling
- Fulltofta församling som 2002 uppgick i Hörby församling
- Äspinge församling som 2002 uppgick i Hörby församling
- Södra Rörums församling som 2002 uppgick i Hörby församling
- Häglinge församling som 1962 överfördes till Västra Göinge kontrakt
- Högseröds församling som 2006 uppgick i Löberöds församling
- Harlösa församling som 2006 uppgick i Löberöds församling
- Hammarlunda församling som 2006 uppgick i Löberöds församling
- Höörs församling
- Munkarps församling som 2006 uppgick i Höörs församling
- Norra Rörums församling som 2006 uppgick i Höörs församling
- Hallaröds församling som 2006 uppgick i Höörs församling
- Gudmuntorps församling som 2002 uppgick i Ringsjö församling
- Hurva församling som 2002 uppgick i Ringsjö församling
- Bosjöklosters församling som 2002 uppgick i Ringsjö församling
- Gårdstånga församling som 1998 uppgick i Gårdstånga-Holmby församling som 2008 uppgick i Eslövs församling
- Holmby församling som 1998 uppgick i Gårdstånga-Holmby församling som 2008 uppgick i Eslövs församling
- Östra Strö församling som 2002 uppgick i Östra Strö-Skarhults församling som 2006 uppgick i Eslövs församling
- Skarhults församling som 2002 uppgick i Östra Strö-Skarhults församling som 2006 uppgick i Eslövs församling
- Borlunda församling som 1992 uppgick i Borlunda-Skeglinge församling som 2006 uppgick i Eslövs församling
- Skeglinge församling som 1992 uppgick i Borlunda-Skeglinge församling som 2006 uppgick i Eslövs församling

- Silvåkra församling som 1940 tillfördes från Torna kontrakt och återfördes dit 1962
- Revinge församling som 1940 tillfördes från Torna kontrakt och återfördes dit 1962

1962 tillfördes från Gärds kontrakt
- Svensköps församling som 2002 uppgick i Hörby församling

1973 tillfördes från Västra Göinge kontrakt
- Tjörnarps församling som 2006 uppgick i Höörs församling

1974 tillfördes från Färs kontrakt
- Västerstads församling som 2014 uppgick i Hörby församling
- Östraby församling som 2006 uppgick i Västerstads församling

1995 tillfördes från Onsjö och Harjagers kontrakt
- Eslövs församling som före 1952 benämndes Västra Sallerups församling
- Örtofta församling som 2006 uppgick i Eslövs församling
- Stehags församling som 2002 uppgick i Östra Onsjö församling
- Trollenäs församling som 2002 uppgick i Östra Onsjö församling
- Bosarps församling som 2002 uppgick i Östra Onsjö församling
- Västra Strö församling som 2002 uppgick i Östra Onsjö församling
- Billinge församling som 2002 uppgick i Östra Onsjö församling
- Reslövs församling som 2002 uppgick i Reslöv-Östra Karaby församling som 2014 namnändrades till Marieholms församling
- Östra Karaby församling som 2002 uppgick i Reslöv-Östra Karaby församling som 2014 namnändrades till Marieholms församling